# Таркайинский наслег
Таркайинский наслег — сельское поселение в Нюрбинском районе Республики Саха (Якутия), административный центр — село Хатынг-Сысы, также включает село Киров. Население наслега на 1 января 2013 года 1035 человек. Образован, как Таркайский сельсовет, в 1936 году (на 1940 год он уже существовал).

## Инфраструктура
В поселении действуют: средняя школа и детский сад «Кэскил», ДНТ «Талба» в селе Хатынг-Сысы, школа-детский сад в Кирове, имеются участковая больница в Хатынг-Сысы и ФАП в Кирове. В наслеге функционируют маслозавод, муниципальная пожарная часть, филиал Сбербанка России, отделение связи, АТС, участки ГУП ЖКХ.

## География
Расположено на южном берегу озера Муосааны.

## Население
| 2002  | 2010  | 2011  | 2012  | 2013  | 2014  | 2015  |
| ----- | ----- | ----- | ----- | ----- | ----- | ----- |
| 1064  | ↘1061 | ↗1062 | ↘1050 | ↘1035 | ↗1040 | ↗1046 |
| 2016  | 2017  | 2018  | 2019  | 2020  | 2021  |       |
| ↘1037 | ↘1012 | ↘986  | ↘969  | ↗977  | ↘974  |       |